# 平戶市
平戶市（日语：／ Hirado shi */?）是位于日本長崎縣西北部的城市，轄區主要位於平戶島，有部分轄區位於九州島北松浦半島的西北端，也因此成為在日本本土上最西端的城市。
過去為平戶藩的城下町，在日本锁国前為日本的主要國際貿易港。
中國明朝大明招討大將軍國姓鄭成功即出生於此，六歲之前都是跟隨母親住在平戶。

## 歷史

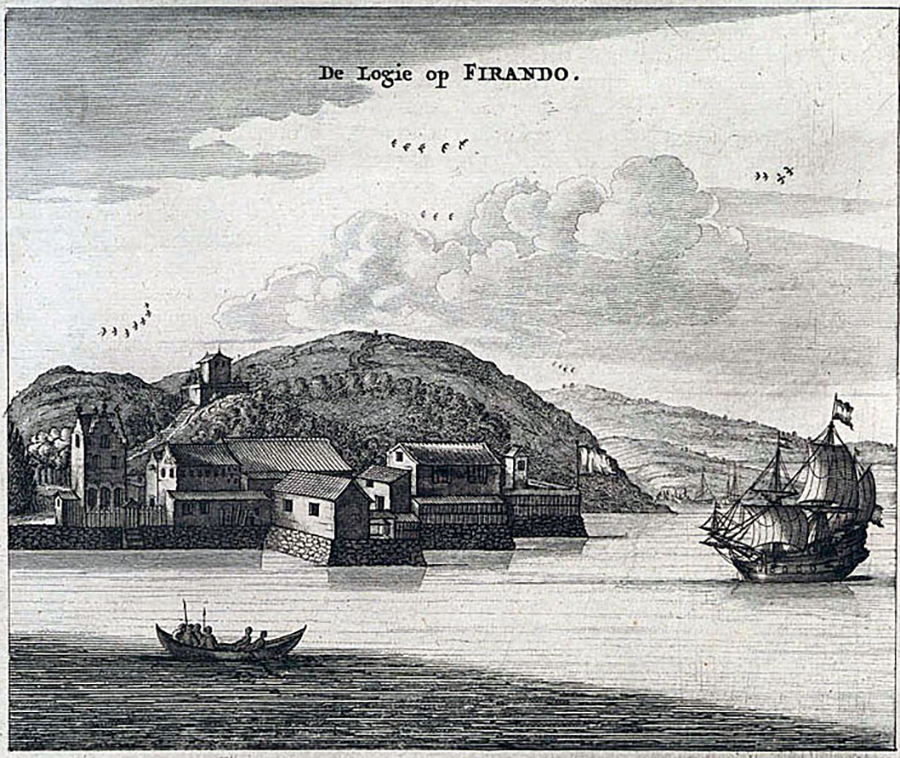
平戶荷蘭商館，17世紀

過去是日本遣唐使 前往中國及其他地區的出發據點，也一度成為倭寇的根據地。從16世紀開始，陸續有來自歐洲的商船進行貿易，因此先後設置了荷蘭、英國等歐洲國家的貿易商館，在江戶時代初期，都是日本主要的對外貿易中心。直到日本鎖國，日本將所有貿易限制在長崎港為止。
江戶時代後期，也曾經是日本的捕鯨主要據點。

### 年表
- 1871年：實施廢藩置縣：平戶藩被廢除，改設置平戶縣，後被併入長崎縣。
- 1889年004月1日：實施町村制，現在的轄區在當時分屬：北松浦郡平戶町、平戶村、中野村、獅子村、紐差村、中津良村、津吉村、志志伎村、田平村、南田平村、生月村、大島村。
- 1925年4月1日：平戶町與平戶村合併為新設置的平戶町。
- 1940年4月17日：生月村改制為生月町。
- 1954年4月1日：田平村與南田平村合併為田平町。
- 1955年1月1日：平戶町、中野村、獅子村、紐差村、中津良村、津吉村、志志伎村合併為平戶市。
- 2005年10月1日，平戶市、田平町、生月町、大島村合并為新設置的平戶市。[3]

### 變遷表
| 1889年以前 | 1889年4月1日 | 1889年 - 1926年     | 1926年 - 1944年      | 1926年 - 1944年      | 1945年 - 1954年      | 1955年 - 1989年      | 1989年 - 現在        | 現在                 |
| ---------- | ------------ | ------------------- | -------------------- | -------------------- | -------------------- | -------------------- | -------------------- | -------------------- |
|            | 平戶町       | 1925年4月1日 平戶町 | 1925年4月1日 平戶町  | 1925年4月1日 平戶町  | 1925年4月1日 平戶町  | 1955年1月1日 平戶市  | 2005年10月1日 平戶市 | 2005年10月1日 平戶市 |
|            | 平戶村       | 1925年4月1日 平戶町 | 1925年4月1日 平戶町  | 1925年4月1日 平戶町  | 1925年4月1日 平戶町  | 1955年1月1日 平戶市  | 2005年10月1日 平戶市 | 2005年10月1日 平戶市 |
|            | 中野村       |                     |                      |                      |                      | 1955年1月1日 平戶市  | 2005年10月1日 平戶市 | 2005年10月1日 平戶市 |
|            | 獅子村       |                     |                      |                      |                      | 1955年1月1日 平戶市  | 2005年10月1日 平戶市 | 2005年10月1日 平戶市 |
|            | 紐差村       |                     |                      |                      |                      | 1955年1月1日 平戶市  | 2005年10月1日 平戶市 | 2005年10月1日 平戶市 |
|            | 中津良村     |                     |                      |                      |                      | 1955年1月1日 平戶市  | 2005年10月1日 平戶市 | 2005年10月1日 平戶市 |
|            | 津吉村       |                     |                      |                      |                      | 1955年1月1日 平戶市  | 2005年10月1日 平戶市 | 2005年10月1日 平戶市 |
|            | 志志伎村     |                     |                      |                      |                      | 1955年1月1日 平戶市  | 2005年10月1日 平戶市 | 2005年10月1日 平戶市 |
|            | 生月村       | 生月村              | 1940年4月17日 生月町 | 1940年4月17日 生月町 | 1940年4月17日 生月町 | 1940年4月17日 生月町 | 2005年10月1日 平戶市 | 2005年10月1日 平戶市 |
|            | 大島村       |                     |                      |                      |                      |                      | 2005年10月1日 平戶市 | 2005年10月1日 平戶市 |
|            | 田平村       | 田平村              | 田平村               | 田平村               | 1954年4月1日 田平町  | 1954年4月1日 田平町  | 2005年10月1日 平戶市 | 2005年10月1日 平戶市 |
|            | 南田平村     |                     |                      |                      | 1954年4月1日 田平町  | 1954年4月1日 田平町  | 2005年10月1日 平戶市 | 2005年10月1日 平戶市 |

## 交通

### 鐵路
- 松浦鐵道
  - 西九州線：東田平車站 - 中田平車站 - 田平平戶口車站 - 西田平車站

|  |  |
|  |  |

## 港口

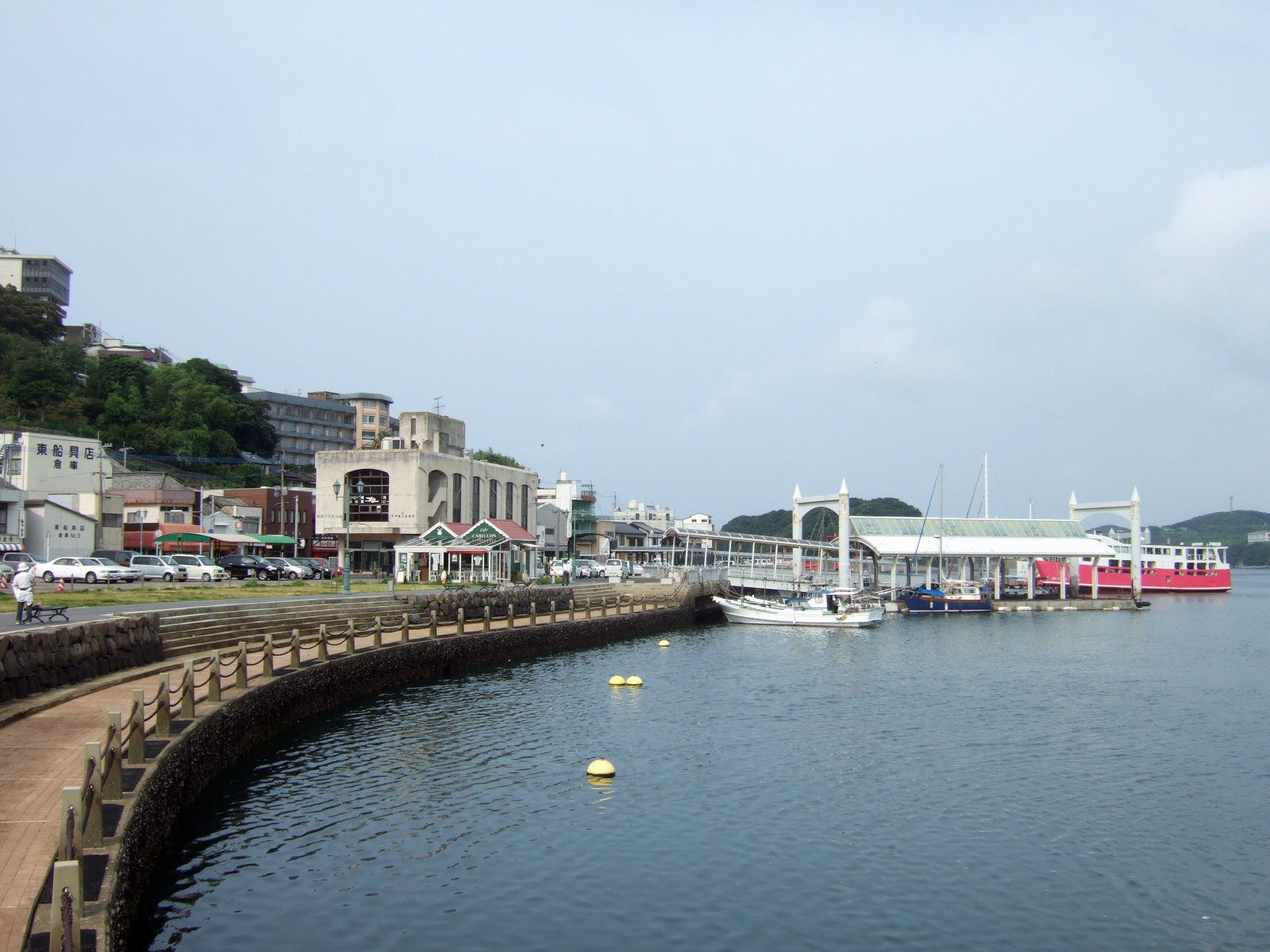
平戶港

- 平戶港

## 觀光資源

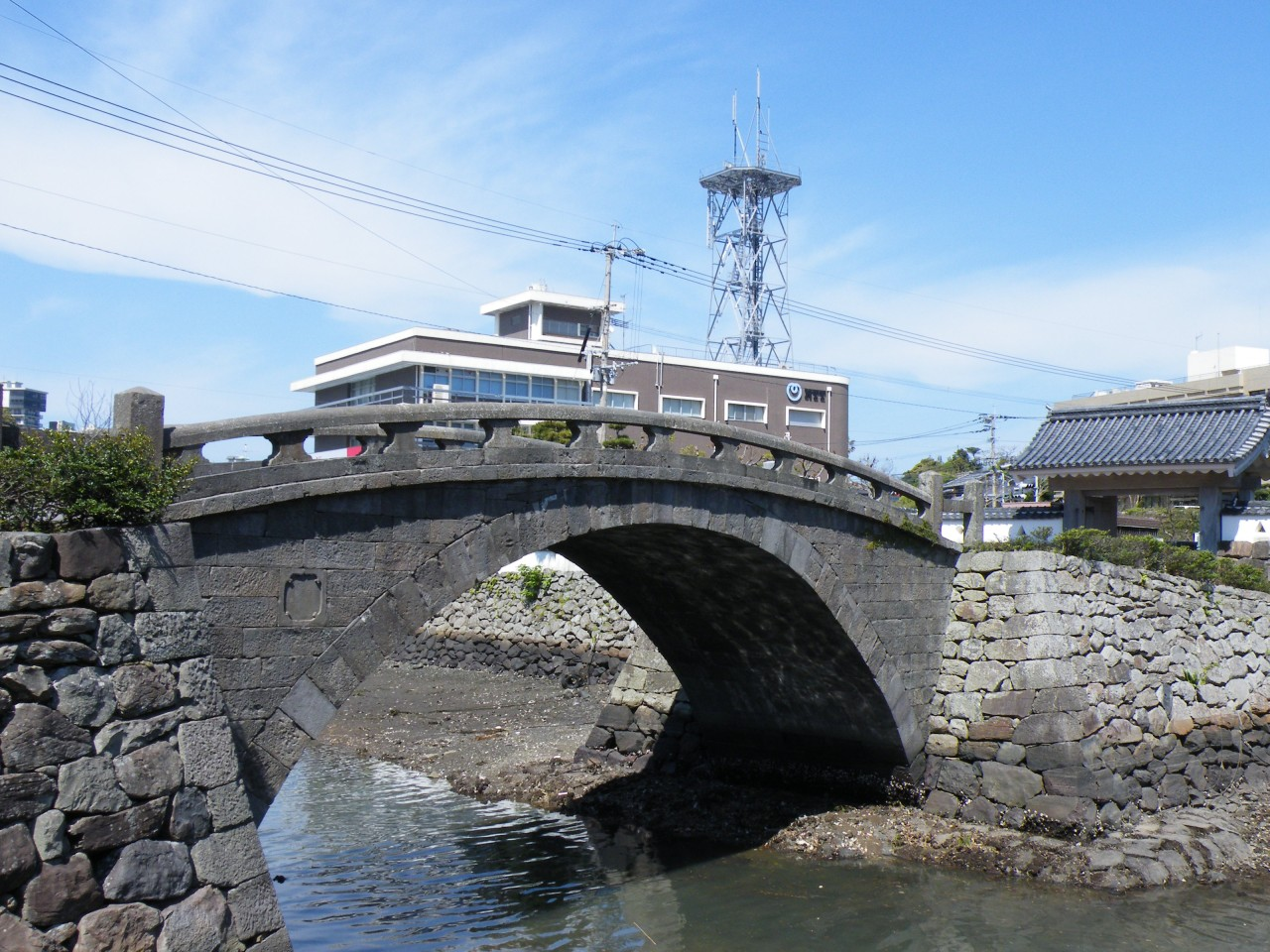
橫跨鏡川的幸橋（荷蘭橋），右端為重建的平戶城幸橋御門

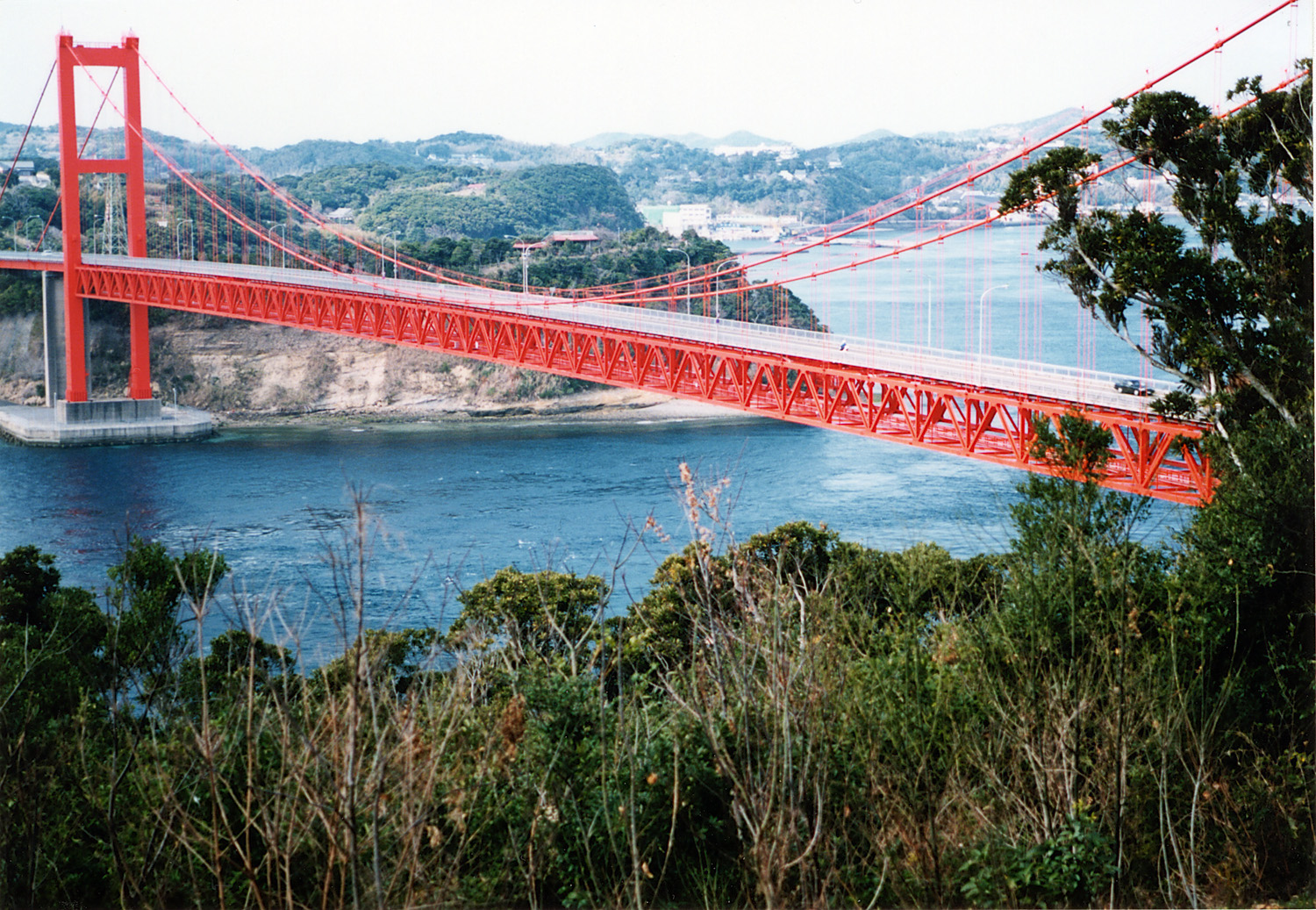
連結平戶島與九州島的平戶大橋

平戶沙勿略紀念教堂

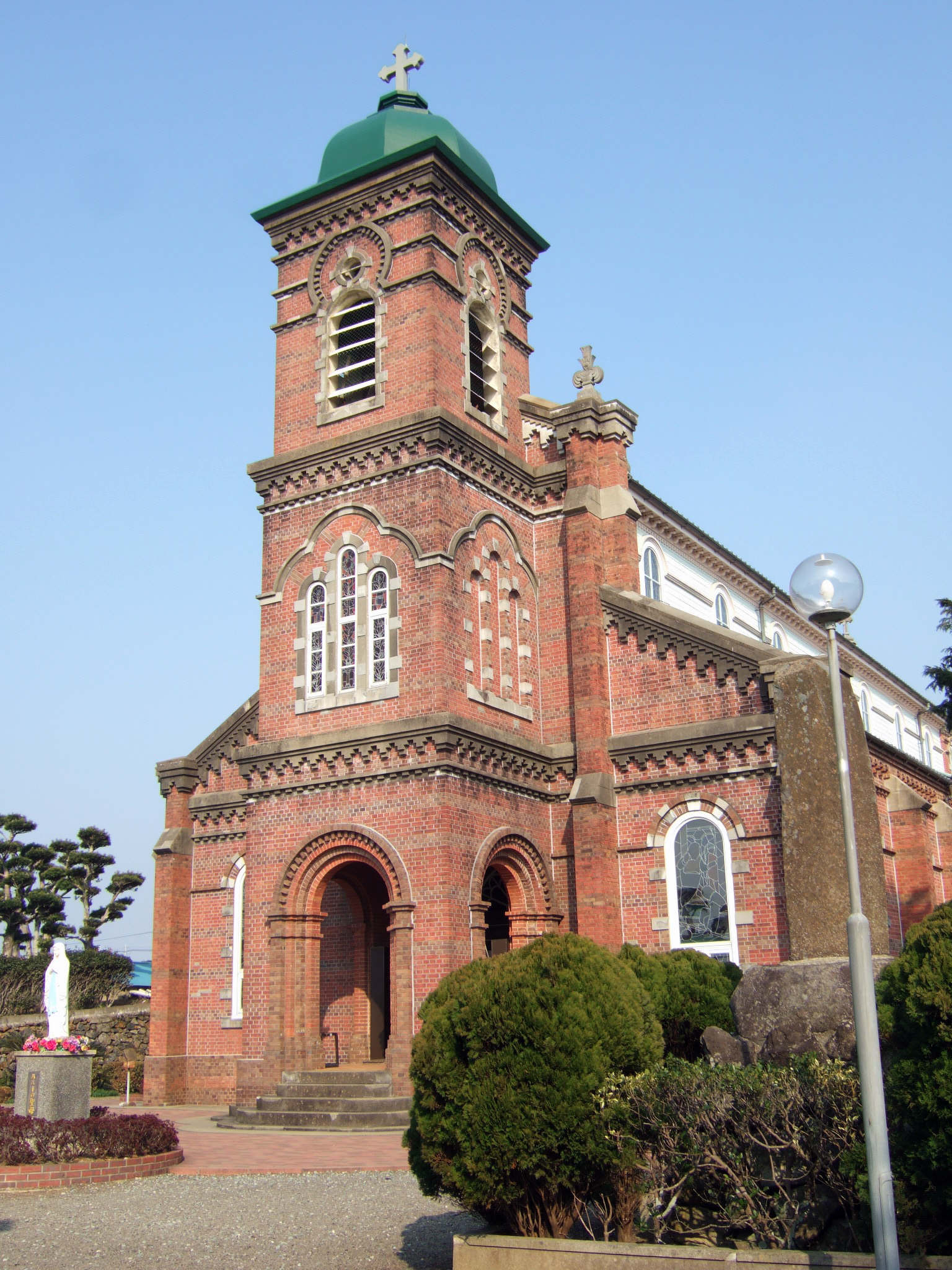
田平天主堂

### 景點
- 平戶城（龜岡城）
- 平戶大橋
- 松浦史料博物館（日语：松浦史料博物館）
- 最教寺 (平戸市)（日语：最教寺 (平戸市)）
- 聖方濟·沙勿略記念教會（日语：平戸ザビエル記念教会）
- 紐差教會（日语：カトリック紐差教会）
- 寶龜教會（日语：カトリック宝亀教会）
- 平戸市切支丹資料館（日语：平戸市切支丹資料館）
- 田平昆虫自然園（日语：たびら昆虫自然園）
- 里田原歴史民俗資料館（日语：里田原歴史民俗資料館）
- 田平天主堂（日语：田平天主堂）
- 大碆鼻灯台（日语：大碆鼻灯台）
- 田平公園
- 鄭成功記念館

### 祭典、活動
- 子泣き相撲：2月3日
- 平戶溫泉、城下雛祭：2月15日～4月3日
- 平戶海道渡海人祭：5月上旬
- 平戶南風夜風人祭：夏之陣：8月上旬、秋之陣：9月中旬
- 平田夏祭典：8月17日

## 教育

### 高等學校
- 長崎縣立平戶高等學校
- 長崎縣立猶興館高等學校
- 長崎縣立猶興館高等學校大島分校
- 長崎縣立北松農業高等學校

### 中學校
| - 平戶市立平戶中學校 - 平戶市立中野中學校 - 平戶市立中部中學校 - 平戶市立南部中學校 - 平戶市立野子中學校 | - 平戶市立野子中學校高島分校 - 平戶市立度島中學校 - 平戶市立田平中學校 - 平戶市立生月中學校 - 平戶市立大島中学校 |

### 小學校
| - 平戶市立平戶小學校 - 平戶市立田助小學校 - 平戶市立中野小學校 - 平戶市立中野小學校主師分校 - 平戶市立中野小學校古江分校 - 平戶市立獅子小學校 - 平戶市立根獅子小學校 - 平戶市立紐差小學校 | - 平戶市立大川原小學校 - 平戶市立寶龜小學校 - 平戶市立中津良小學校 - 平戶市立堤小學校 - 平戶市立津吉小學校 - 平戶市立志伎小學校 - 平戶市立志伎小學校早福分校 - 平戶市立野子小學校 | - 平戶市立野子小學校高島分校 - 平戶市立度島小學校 - 平戶市立田平北小學校 - 平戶市立田平東小學校 - 平戶市立田平南小學校 - 平戶市立生月小學校 - 平戶市立山田小學校 - 平戶市立大島小學校 |

## 姊妹、友好都市

### 日本
- 善通寺市（香川縣）：於1985年7月締結為姊妹都市

### 海外
- 南安市（中華人民共和國福建省泉州市）：南安市為鄭成功的祖籍地，也是鄭成功六歲離開平戶後居住的地點。兩地於1995年10月20日因此締結為姊妹都市。[2]

## 本地出身之名人
- 生月鯨太左衛門：江戶時期的大相撲力士
- 稻垣滿次郎：外交官
- 沖偵介：明治時期的日本間諜
- 金子岩三：政治家、前日本農林水產大臣

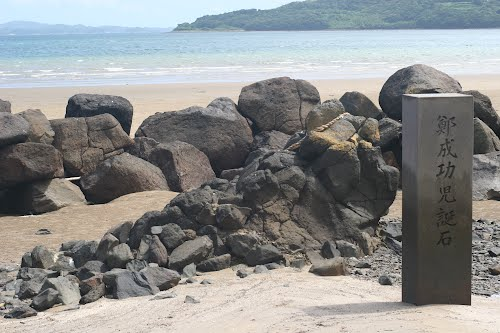
位於平戶的鄭成功兒誕石

- 金子原二郎：前日本眾議院議員、現任長崎縣知事
- 金田美佳：歌手
- 栗林慧：昆蟲攝影師
- 黑崎義介：日本畫家、兒童畫家、繪本畫家
- 尾崎勇氣：前大相撲力士：隆乃若勇紀
- 田中森一：律師、曾任檢察官
- 鄭成功：中國南明南明抗清名將
- 鄭審一 ：鄭成功之弟田川次郎左衛門的11世後代，前日本法政大學教授
- 永田菊四郎：法學博士、日本大學第5任總長
- 藤浦洸：作詞家、詩人
- 古川俊一：筑波大學教授、行政學者
- 前川和也：前職業足球選手
- 柳本柳作：日本海軍大佐、曾任蒼龍號航空母艦艦長
- 平戶海雄貴:相撲力士

## 外部連結
- （日語） 平戶觀光協會 （页面存档备份，存于）
- OpenStreetMap上有關平戶市的地理